# João Ramalho
Pour les articles homonymes, voir Ramalho.
Pour la localité, voir João Ramalho (São Paulo).
João Ramalho (Vouzela 1493 - São Paulo, 1582) est un aventurier et explorateur portugais qui s'installa dans les bois de l'intérieur de l'actuel État de São Paulo au Brésil et y fit amitié avec les autochtones.

## Histoire
Fils de João Vieira Maldonado et Catarina Afonso de Balbode, il était marié au Portugal avec Catarina Fernandes qu'il ne revit plus jamais après son départ, en 1512, en bateau, à la recherche de L'île du Paradis au Brésil. 
Il naufrage sur la côte de la future capitainerie de São Vicente, aujourd'hui État de São Paulo vers 1513. Il est alors recueilli par la tribu des Guaianases et s'adapte à la vie dans le Nouveau Monde étant honoré par les Indiens qui y vivaient. Il épouse Bartira, baptisée Isabel Dias, fille du cacique Tibiriçá. De ce mariage, célébré par le père Manuel da Nóbrega naissent neuf enfants. Cependant, il a également des enfants avec beaucoup d'indiennes, vu que dans la culture locale, il y avait une grande liberté sexuelle et que Ramalho voulait plaire aux autres caciques et établir des liens en recevant leurs filles. 
Avec ses fils, il établit des postes sur le littoral pour commercer avec les Européens, vendant des Indiens pour l'esclavage, construisant des brigantins, réapprovisionnant les navires en transit et négociant le pau-brasil. 
Dans les excursions à l'intérieur pour capturer les Indiens pour être vendus comme esclave, les fils de João Ramalho, caboclos avec la moitié de sang indigène, se comportaient avec une extrême cruauté. Sa rencontre avec les Portugais fut surprenante. Les Portugais s'attendaient à une bataille contre un grand nombre d'Indiens qui se dirigeaient vers São Vicente. Au lieu d'une bataille, ils reçurent João Ramalho qui commença à utiliser sa grande influence sur la tribu pour aider ses compatriotes. 

### Santo André da Borda do Campo
Il fonde sur le plateau de Piratininga un peuplement qu'il baptise Santo André da Borda do Campo qui est élevé au rang de vila en 1553 et dont il est capitaine, maire et conseiller communal. 
Jean II de Portugal le nomme Guarda-mor das terras altas de Piratininga, titre remis par Martim Afonso de Sousa quand il est reçu par Ramalho au plateau. Comme intermédiaire, il aide Martim Afonso de Sousa à fonder São Vicente en 1532. Il se transfère ensuite, avec des parents, de Santo André à São Paulo fondée par le père Manuel da Nóbrega depuis que les Jésuites arrivèrent au Brésil en 1549.  
Il est un des responsables de l'expulsion, le 10 juillet 1562, des Tamoios confédérés, qui avaient attaqué la vila São Paulo. Ensuite, il se retire à la Vallée du Paraíba, refusant en 1564, la fonction de conseiller communal de la vila qu'il aida pourtant à fonder. 
On[Qui ?] sait qu'au moins quelques-uns de ses descendants habitent le village indigène de Guanga entre autres Francisco Ramalho, le Tamarutaca.